# Apostolische Präfektur Südseeinseln
Die Apostolische Präfektur Südseeinseln war eine römisch-katholische Apostolische Präfektur mit Sitz auf der Insel Réunion. 

## Geschichte
Die Apostolische Präfektur Südseeinseln wurde am 10. Januar 1830 durch Papst Pius VIII. aus Gebietsabtretungen der Apostolischen Präfektur Bourbon errichtet. Am 8. Juni 1833 gab die Apostolische Präfektur Südseeinseln Teile ihres Territoriums zur Gründung der Apostolischen Präfekturen Ost-Ozeanien und Sandwichinseln ab.
Am 13. Mai 1836 wurde die Apostolische Präfektur Südseeinseln durch Papst Gregor XVI. mit der Päpstlichen Bulle Pastorale officium aufgelöst. Aus dem Territorium der Apostolischen Präfektur Südseeinseln wurde die Apostolische Präfektur West-Ozeanien errichtet.  
Einziger Apostolischer Präfekt war Henry de Solages.